# Green Isle, Minnesota
Green Isle là một thành phố thuộc quận Sibley, tiểu bang Minnesota, Hoa Kỳ. Năm 2010, dân số của thành phố này là 559 người.

## Dân số
- Dân số năm 2000: 334 người.
- Dân số năm 2010: 559 người.